# President (mammoetboom)

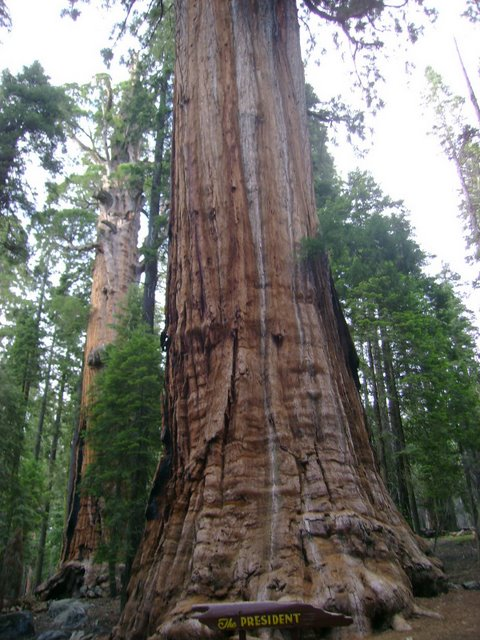
President

De President is een reuzensequoia (Sequoiadendron giganteum) in het Sequoia National Park in de Amerikaanse staat Californië. De boom staat in het Giant Forest samen met 40 andere benoemde reuzensequoia's.  Met een hoogte van 75 meter, een diameter van 8 meter, een geschat stamvolume van 1540 kubieke meter en een vermoedelijke ouderdom van minstens 3.200 jaar behoort de President tot de grootste en oudste levende wezens. Het is waarschijnlijk de derde grootste mammoetboom of reuzensequoia in volume na de General Sherman en de General Grant.

## Kenmerken
De top van de boom is afgestorven. Dit gebeurde waarschijnlijk zo'n 1.000 jaar geleden door een blikseminslag. De boom blijft echter hout aanmaken en zijn kroon ontwikkelen. Zijn dikste tak is ruim twee meter dik en achttien meter lang.